# Pleodorina

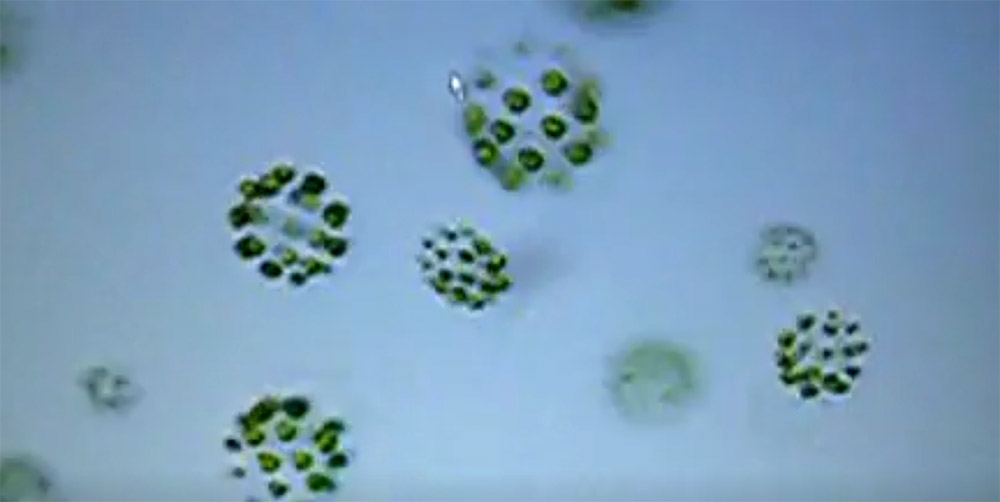
Kolonien von Pleodorina starrii
(Mikrophotographie, Quelle: scinexx)

Pleodorina ist eine Algen-Gattung aus der Klasse der Chlorophyceae.

## Beschreibung
Pleodorina bildet annähernd kugelförmige Kolonien aus meist 128, seltener 64 oder 32 Zellen von 180 bis 450 µm Durchmesser. Die Zellen liegen in der Peripherie in einer gemeinsamen Gallerte und sind nicht in Kränzen (Etagen) angeordnet. Die Zellen besitzen einen Zellkern, zwei Geißeln sowie einen tropfförmigen Chloroplasten mit Augenfleck. Im Bauprinzip entsprechen die Zellen denen von Chlamydomonas. Die Zellen einer ausgewachsenen Kolonie sind deutlich ungleich groß; die vorderen sind klein (somatische Zellen), die hinteren zwei- bis dreimal so groß (generative Zellen). Somatische Zellen haben einen Pyrenoid, generative Zellen mehrere.

## Fortpflanzung
Bei der ungeschlechtlichen Vermehrung bildet eine generative Zelle innerhalb der Gallerte der Mutterkolonie eine Tochterkolonie. Zu dieser Form der Vermehrung ist jede generative Zelle fähig.
Die geschlechtliche Fortpflanzung erfolgt durch Oogamie (Eibefruchtung). Spermatozoiden-Pakete werden in männlichen
Kolonien gebildet, eine Eizelle entsteht durch Umwandlung einer generativen Zelle, in weiblichen Kolonien.

## Arten (Auswahl)
- Pleodorina illinoisensis
- Pleodorina japonica
- Pleodorina starrii[1]
- Pleodorina thompsonii

## Verbreitung
Pleodorina lebt planktisch in stehenden Gewässern.